# Перегони на мільйон
«Перегони на мільйон» (англ. Ride Like a Girl)  — австралійська біографічна спортивна драма 2019 року режисера Рейчел Гріффітс з Терезою Палмер і Семом Ніллом у головних ролях. Стрічка заснована на справжній історії першої жінки-жокея, Мішель Пейн, яка виграла Кубок Мельбурна в 2015 році.

## Сюжет
Мішель Пейн — наймолодша з десяти дітей Паді Пейна, тренера з кінних перегонів. Усі діти Падді стають жокеями, це історія наймолодшої дочки. Пейн стала першою жінкою, яка стала володаркою Кубка Мельбурна у 2015 році.
Пейн виграла Кубок Мельбурна 3 листопада 2015 року на коні породи Принц Пензансу, шестирічному мерині, з яким вона давно тренувалась.

## У ролях
| Актор             | Роль           |
| ----------------- | -------------- |
| Тереза Палмер     | Мішель Пейн    |
| Сем Нілл          | Паді Пейн      |
| Стіві Пейн        | у ролі себе    |
| Брук Сатчвелл     | Тереза Пейн    |
| Салліван Степлтон | Даррен Вейр    |
| Магда Шубанські   | Сестра Домінік |
| Зара Зої          | Марі Пейн      |
| Софія Форест      | Кеті Пейн      |
| Шейн Борн         | Тревор Смарт   |

## Сприйняття

### Критика
Фільм отримав змішані відгуки критиків та глядачів. На Rotten Tomatoes рейтинг стрічки становить 65 %, на IMDb — 7,7 / 10.

### Номінації та нагороди
| Нагороди та номінації фільму «Перегони на мільйон» | Нагороди та номінації фільму «Перегони на мільйон»         | Нагороди та номінації фільму «Перегони на мільйон» | Нагороди та номінації фільму «Перегони на мільйон»  | Нагороди та номінації фільму «Перегони на мільйон» | Нагороди та номінації фільму «Перегони на мільйон» |
| Рік                                                | Кінофестиваль/кінопремія                                   | Категорія/нагорода                                 | Номінант                                            | Результат                                          |                                                    |
| -------------------------------------------------- | ---------------------------------------------------------- | -------------------------------------------------- | --------------------------------------------------- | -------------------------------------------------- | -------------------------------------------------- |
| 2019                                               | Премія Австралійської академії кінематографа і телебачення | Найкращий фільм                                    | Рейчел Гріффітс, Річард Кедді, Сюзі Монтегю-Ділейні | Номінація                                          |                                                    |
| 2019                                               | Премія Австралійської академії кінематографа і телебачення | Найкраща акторка в головній ролі                   | Тереза Палмер                                       | Номінація                                          |                                                    |
| 2019                                               | Премія Австралійської академії кінематографа і телебачення | Найкраща оригінальна музика до фільму              | Девід Гіршфелдер                                    | Номінація                                          |                                                    |